# Sablatnig N.I
Il Sablatnig N.I fu un bombardiere notturno leggero, monomotore biposto a velatura biplana, sviluppato dall'azienda aeronautica tedesco-imperiale Sablatnig Flugzeugbau GmbH nei tardi anni dieci del XX secolo.
Derivato dal precedente ricognitore armato biposto Sablatnig C.I, venne impiegato dai reparti di bombardamento notturno della Luftstreitkräfte, la componente aerea del Deutsches Heer (l'esercito imperiale tedesco), fino al termine della prima guerra mondiale. Venne inoltre riutilizzato, dopo il termine del conflitto, come aereo da trasporto passeggeri nella sua conversione civile, a sua volta sviluppata in una nuova serie di modelli derivati costruiti espressamente per il trasporto aereo civile, il Sablatnig Sab P I, modelli che contribuirono allo sviluppo dell'aviazione commerciale nella Repubblica di Weimar.

## Storia del progetto
A seguito dell'evolversi delle strategie nella guerra aerea durante il primo conflitto mondiale nel 1917 l'Idflieg iniziò ad emettere delle specifiche per la fornitura di modelli biposto in grado di operare missioni di bombardamento notturno tattico. Questa nuova classe di velivoli, identificata inizialmente come "CN-Typ", era un'evoluzione della "C-Typ" da ricognizione armata biposto dalla quale non si discostava sostanzialmente. Nel 1918 le specifiche vennero rielaborate e la classe "CN-Typ" venne ridesignata "N-Typ", di conseguenza alcune delle aziende aeronautiche nazionali proposero dei modelli che rispondessero a questi requisiti.
L'ufficio tecnico della Sablatnig Flugzeugbau rielaborò il progetto del proprio C.I da ricognizione, che non era stato accettato per la produzione in serie. L'impostazione generale riproponeva quella oramai classica per i velivoli dell'epoca, monomotore in configurazione traente, velatura biplana, carrello fisso e, in questa tipologia, i due abitacoli aperti in tandem.
Il prototipo venne portato in volo per la prima volta nel corso del 1918 e, valutato positivamente dalla commissione esaminatrice Idflieg, avviato alla produzione in serie. Le fonti bibliografiche non forniscono esattamente la quantità di esemplari realizzati né quanti esemplari fossero stati consegnati effettivamente a reparti operativi prima della cessazione delle ostilità, tuttavia è certo che alcune cellule erano state realizzate prima dell'armistizio.
Con il termine del conflitto, dopo la ratifica del Trattato di Versailles del 1919 e le imposizioni pretese dalle nazioni della Triplice intesa, l'aviazione dell'oramai smembrato Impero tedesco era stata drasticamente ridotta ed i voli, dopo un iniziale divieto imposto dalle potenze vincitrici, ripresero solo dopo qualche tempo limitatamente ai servizi di trasporto civile. La timida rinascita del mercato dell'aviazione nella neofondata Repubblica di Weimar indusse alcune aziende ad avviare delle conversioni adatte allo scopo dai pochi velivoli residuati bellici scampati alla distruzione o alla cessione all'estero come risarcimento dei danni di guerra.
Destinato al difficile mercato dell'aviazione commerciale dopo il termine della prima guerra mondiale, fu uno dei primi modelli tedeschi approvati dall'Interallierte Luftfahrt-Überwachungs-Kommission (ILÜK), Commissione interalleata di controllo sull'aviazione, per la produzione in serie nella nuova realtà nazionale tedesca, la Repubblica di Weimar.

## Impiego operativo
L'N.I entrò in servizio dai primi anni venti con diverse compagnie aeree nazionali ed estere, tra cui Luftverkehr Sablatnig, diventata poi Lloyd Luftverkher Sablatnig, Deutschen Aero Lloyd, Deutsche Luft Hansa e la danese Danish Air Express. L'ultimo esemplare rimasto in servizio, il W.Nr 128	marche D-77 già utilizzato dalla Lloyd-Luftverkehr Sablatnig, operò nella compagnia aerea LVG Hamburg rimanendo in carico all'azienda fino al maggio 1929, data in cui venne smantellato.

## Utilizzatori

### Militari
Germania
- Luftstreitkräfte

### Civili
Danimarca
- Danish Air Express

 Germania
- Deutschen Aero Lloyd
- Deutsche Luft Hansa
- Luftverkehr Sablatnig
- Lloyd Luftverkher Sablatnig
- LVG Hamburg